# Henry Ståhl
Henry Ragnar Gottfrid Ståhl, född 1917, död 1987 i Lotorp, var en svensk entreprenör.
Henry Ståhl var son till en byggnadsarbetare i Finspång, som startade ett mindre byggföretag på 1930-talet. Henry Ståhl utbildade sig till byggnadsingenjör och grundade 1942 i Finspång firman Byggnadsingenjör Henry Ståhl, vilken ombildades i maj 1947 till Byggnadsaktiebolaget Henry Ståhl, nuvarande Henry Ståhl Fastigheter AB.
Han bildade tillsammans med sin hustru 1980 Henry & Ella Margaretha Ståhls stiftelse för handikappade och långvarigt sjuka personer.
Henry Ståhl var gift med Ella Margaretha Ståhl och hade barnen Mikael Ståhl, Pia Althin (född 1944) och Ann-Christin Ståhl (född 1946).